# Eggnog
 Denne artikel bør gennemlæses af en person med fagkendskab for at sikre den faglige korrekthed.

Eggnog, ægtoddy eller æggetoddy er en amerikansk juledrik der laves af æg blandet med flormelis, mælk og tilsat 
alkohol (rom/whisky) og muskatnød. Den blev indført til Amerika i 1839.
Drikken stammer fra 1300-tallet, hvor de britiske munke drak en varm mælkedrik med æg, sherry og figner.[kilde mangler] Den første kendte brug af ordet "nog" er i 1693.
I Danmark er traditionen at der tilsættes rom eller romessens, kanel og vanilje.[kilde mangler]